# Plötzkau

Panoramaaussicht vom Schlossturm nach Norden

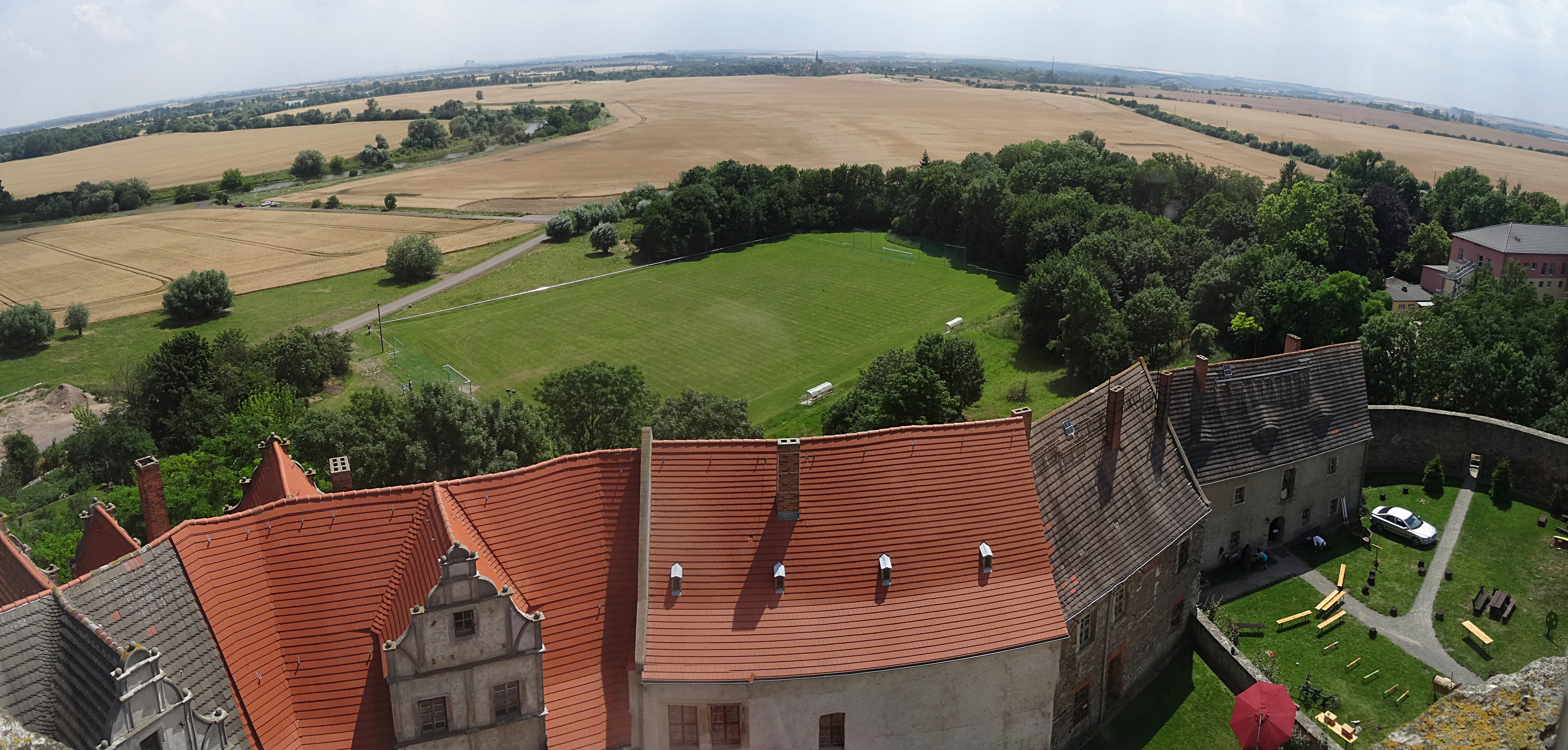
Panoramaaussicht vom Schlossturm nach Süden

Plötzkau ist eine Gemeinde im Salzlandkreis in Sachsen-Anhalt.

## Geografie
Plötzkau liegt südwestlich von Bernburg (Saale) an der Saale in der Magdeburger Börde. Die Gemeinde gehört der Verbandsgemeinde Saale-Wipper an, die ihren Verwaltungssitz in der Stadt Güsten hat. In unmittelbarer Nachbarschaft befindet sich die Stadt Alsleben (Saale).

## Gemeindegliederung
Als Ortsteile der Gemeinde sind ausgewiesen:
- Bründel
- Großwirschleben

## Geschichte
Plötzkau wurde im Jahr 1049 erstmals urkundlich erwähnt. Die Burg Plötzkau gab der Grafschaft Plötzkau den Namen.
Ab 1435 war die Burg Plötzkau der Sitz einer Nebenlinie des Hauses Anhalt, der Fürsten von Anhalt-Plötzkau.

## Politik

### Bürgermeister
Der ehrenamtliche Bürgermeister ist seit dem 1. März 2008 Peter Rosenhagen (gewählt am 10. Februar 2008).

### Gemeinderat Sitze Wahl 2019
- CDU: 3
- FDP: 1
- Die Linke: 2
- Freie Wähler Plötzkau: 6[2]

### Wappen
Blasonierung: „In Grün ein silberner Reiher, begleitet oben links und unten rechts von je drei silbernen Eichenblättern mit einer Eichel.“
Frühere Wappen von Plötzkau sind nicht nachweisbar. Am 30. Januar 1950 beschloss die Gemeinde, ein Dienstsiegel zu führen, dessen Bild aus Sonne, Baum und Schaf besteht. Dazu heißt es in einem beim LHA nachweislichen Brief: „Die Dreiheit bedeutet, dass die Sonne der Landwirtschaft (Schaf als wichtigstes Weidetier) und der Forstwirtschaft Gedeihen verleiht. Unterschrift: Der Gemeindevorsitzende, Paul Zabel.“ Das Landeshauptarchiv Magdeburg bestätigte im Schreiben vom 20. April 1950 dieses Bildsiegel.
Das im Siegel verwendete Bild bzw. seine einzelnen Elemente entstanden aus aktuellen Gegebenheiten, die sich ein halbes Jahrhundert später gewandelt haben. Z. B. waren Schafherden kaum mehr vorhanden. Die Gemeindevertretung beschloss darum eine Symbolik für das neu zu entwickelnde Wappen, die zeitlos ist und eine regionale Besonderheit ausdrückt, mit der sich die Einwohner identifizieren. Das war der Reiher in Verbindung mit Eichenlaub, denn bei Plötzkau liegt ein ca. 400 Hektar großer Eichenwald, der das Landschaftsporträt der Umgegend entscheidend bestimmt; zudem ist der Graureiher hier stark vertreten und Merkmal der regionalen Fauna. Als Schildfarbe wurde der natürlichen Bezugnahme wegen Grün gewählt. Das Wappen wurde 1994 vom Kommunalheraldiker Jörg Mantzsch gestaltet und ins Genehmigungsverfahren geführt.

## Sehenswürdigkeiten
- Schloss Plötzkau, erbaut 1566–73 im Renaissancestil.

## Regelmäßige Veranstaltungen
Der Pflaumenkuchenmarkt findet jährlich am zweiten Wochenende im September statt.

## Verkehr
Südlich der Gemeinde verläuft die Bundesstraße 6 von Halle (Saale) nach Quedlinburg. Die Autobahn A 14, die aus dem Raum Dresden über Leipzig und Halle (Saale) nach Magdeburg führt, liegt im Westen von Plötzkau. Der Ort hat eine eigene Anschlussstelle.

## Landschaft
Östlich des Ortes befindet sich der Auenwald Plötzkau, ein etwa 385 Hektar großes Waldgebiet an der Saale, welches als EU-Vogelschutzgebiet ausgewiesen ist. Hierbei handelt es sich um einen zusammenhängenden Hartholzauewald inmitten einer intensiv genutzten Ackerlandschaft. Greifvögel nutzen den Wald als Brutplatz und die umliegenden Ackerflächen als Nahrungsraum. Als Zugvogelarten sind unter anderem Grauammer, Hohltaube und Wiesenpieper hier anzutreffen. Eisvogel, Wespenbussard und Merlin sind nur einige der hier heimischen Vogelarten.

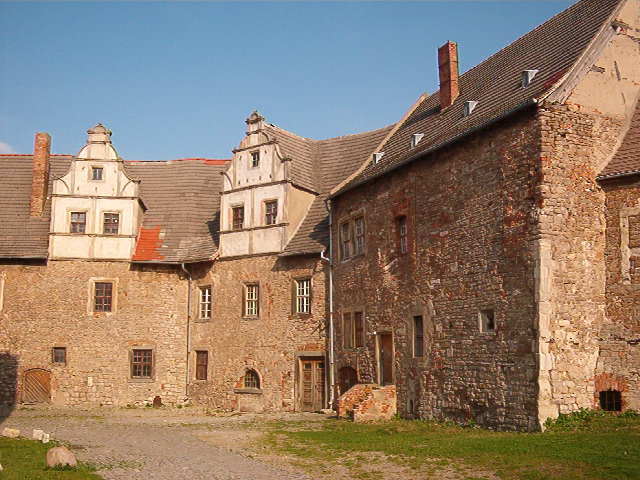
Blick auf den Innenhof vom Schloss Plötzkau
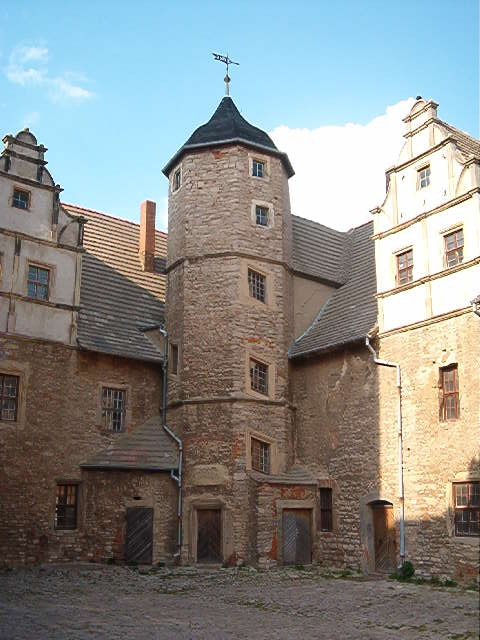
Blick auf den Turm im Innenhof vom Schloss Plötzkau

## Hier geboren
- Emanuel von Anhalt-Köthen (1631–1670), Fürst von Anhalt-Plötzkau und Fürst von Anhalt-Köthen
- Johann Theodor Eller (1689–1760), preußischer Mediziner und Chemiker
- Hermann von Müller (1832–1908), preußischer Generalleutnant
- Emil Pfennigsdorf (1868–1952), Professor für evangelische Theologie